# Johann Schop

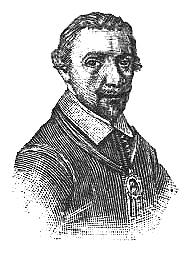
Johann Schop 1590-1667

Johann Schop, född omkring 1590 i Hamburg, död 1667 i Hamburg, var en hovmusiker och kapellmästare och kompositör som var verksam i Wolfenbüttel, Köpenhamn och Hamburg.
Schop komponerade melodin "Werde munter, mein Gemüte" till texten av psalmförfattaren och prästen Johann Rist år 1641, som Johann Sebastian Bach senare använde till koralen "Jesus bleibet meine Freude" ("Jesu, joy of man's desiring") i sin kantat Herz und Mund und Tat und Leben (BWV 147). Koralen förekommer två gånger i kantaten.
Han finns representerad i Den svenska psalmboken 1986 med koralen Werde munter, mein Gemüte som används till flera psalmer (nr 77 anges användas även för 194, 370, 488 och i viss bearbetning för psalm 582).

## Psalmer
- Dagar komma, dagar flykta = Hör hur tempelsången stiger = Du som fromma hjärtan vårdar = Herre, signe du och råde (1695 nr 413 vers 5, 1986 nr 77) Finns på Wikisource.
- Giv, o Jesus, fröjd och lycka (1695 nr 139, 1986 nr 194)
- Gud, i mina unga dagar (1986 nr 582) Finns på Wikisource.
- Helge Ande, hjärtats nöje (1695 nr 184, 1819 nr 136)
- Ljus av ljus, o morgonstjärna (1695 nr 356, 1986 nr 488)
- Tack, o Gud, att i din kyrka (1937 nr 171, 1986 nr 370)
- Lyft, min själ, ur jordegruset (1937 nr 339) Finns på Wikisource.